# مارييل تومسون
مارييل تومسون هي متزحلقة حرة كندية، ولدت في 15 يونيو 1992 في شمال فانكوفر ‏ في كندا.

## وصلات خارجية
- مارييل تومسون على موقع الاتحاد الدولي للتزلج (التزلج على المنحدرات الثلجية) (الإنجليزية)
- مارييل تومسون على موقع الاتحاد الدولي للتزلج (التزلج الحر) (الإنجليزية)
- مارييل تومسون على موقع اللجنة الأولمبية الدولية (الإنجليزية)
- مارييل تومسون على موقع أوليمبيديا (الإنجليزية)
- مارييل تومسون على موقع اللجنة الأولمبية الكندية (الإنجليزية)
- مارييل تومسون على موقع ألعاب إكس (مؤرشف) (الإنجليزية)
- مارييل تومسون على موقع قاعة كولومبيا البريطانية للمشاهير الرياضية (الإنجليزية)